# Victor Saúde Maria
Victor Saúde Maria (ur. 1939, zm. 25 października 1999) – polityk, premier Gwinei Bissau od 14 maja 1982 do 10 marca 1984.
Należał do partii Afrykańskiej Partii Niepodległości Gwinei i Wysp Zielonego Przylądka. Po uzyskaniu niepodległości od 1974 do 1982 pełnił funkcję ministra spraw zagranicznych, następnie powołany na reaktywowane stanowisko premiera. W sierpniu 1983 część ministrów odeszła z urzędów ze względu na zarzuty korupcyjne, a Saúde Marię powołano do Narodowej Rady Bezpieczeństwa. W 1984 roku popadł w konflikt z prezydentem João Bernardo Vieirą i został odwołany ze stanowiska i oskarżony o planowanie zamachu stanu. Początkowo schronił się w ambasadzie portugalskiej, pod koniec marca 1984 trafił do aresztu domowego, po czym uciekł z kraju do Portugalii. W 1990 powrócił do kraju, w 1992 został współzałożycielem Zjednoczonej Partii Socjaldemokratycznej, którą kierował aż do śmierci. W wyborach prezydenckich z 1994 otrzymał 2,07% głosów i zajął siódme miejsce. Po obaleniu Vieiry negocjował warunki oddania władzy w Senegalu.
Zmarł zamordowany 25 października 1999.